# George Dockrell
George Dockrell (né le 22 octobre 1886 à Dublin et mort le 23 décembre 1924 à Richmond) est un nageur britannique ayant participé aux Jeux olympiques de 1908.
Fils de l'homme politique unioniste Maurice Dockrell (en) et de la suffragiste Margaret Dockrell, George Dockrell excella rapidement en natation. Avant de rejoindre son université (le Trinity College (Dublin)), il séjourna aux USA pour se familiariser avec la nouvelle technique de nage du champion américain Charles Daniels. Il nagea d'ailleurs contre celui-ci lors de la demi-finale du 100 mètres nage libre aux  Jeux olympiques de 1908. Classé troisième en 1 min 11 s 4, il ne rejoignit pas la finale mais fut cependant récompensé d'un diplôme olympique du mérite. Il ne fut pas retenu dans l'équipe britannique du relais 4 fois 200 mètres nage libre.
- (en) Cet article est partiellement ou en totalité issu de l’article de Wikipédia en anglais intitulé « George Dockrell (swimmer) » (voir la liste des auteurs).